# Layda Sansores
Layda Elena Sansores San Román (San Francisco de Campeche, Campeche; 7 de agosto de 1945) es una política, docente, psicóloga y empresaria mexicana, militante del Movimiento Regeneración Nacional. Es la 52ª y actual gobernadora de Campeche desde el 16 de septiembre de 2021, tras ganar las elecciones estatales de Campeche de 2021, siendo la primera mujer en ocupar el cargo. Se desempeñó también como diputada federal en 1991 y 2006, como senadora en 1994 y 2012 y como la primera alcaldesa de Álvaro Obregón en la Ciudad de México de 2018 a 2021.

## Trayectoria académica y profesional

### Estudios y Formación
Es psicóloga por la UNAM y maestra normalista por la Benemérita Escuela Nacional de Maestros. Es hija del exgobernador de Campeche Carlos Sansores Pérez y de Elsa María San Román. Ha sido articulista en diversos periódicos; fundadora del primer Centro de Rehabilitación y Educación Especial (CREE) en América Latina (establecido en Campeche), fundadora del Centro de Desarrollo Social y Familiar de la XLIX Legislatura del Congreso de la Unión de México; y organizadora de grupos de promoción voluntaria en las XLIX y LI Legislaturas.

## Trayectoria política
Fue militante del Partido Revolucionario Institucional (PRI), en el que se desempeñó en diversos cargos. Tras su renuncia a ese partido político, el 10 de diciembre de 1996, militó en el Partido de la Revolución Democrática (PRD), al que posteriormente renunció en 2001 para unirse a Convergencia hoy Movimiento Ciudadano (MC)- (del que fue Consejera Política Nacional), el cual dejó 31 de marzo de 2014, antes de unirse a su actual formación política el Movimiento Regeneración Nacional, ese mismo año. 

### Candidata a la gubernatura de Campeche

#### Elecciones estatales de 1997
El 10 de diciembre de 1996 renunció al PRI, después de 30 años de militancia, cuando este postuló a José Antonio González Curi en las elecciones estatales de 1997; tras votar en contra de la propuesta de aumentar el IVA y contra de "La venta de la Petroquímica", se unió al (PRD) que la postuló a la gubernatura como candidata externa.
La designación de Sansores San Román provocó la salida del PRD de Guillermo del Río Ortegón, quien buscaba la candidatura perredista, en desaprobación la postulación de la expriísta. Del Río Ortegón fue postulado por la candidatura común del PT, Partido Verde Ecologista de México (PVEM) y el Partido Cardenista (PC). Layda Sansores quedó en segundo lugar superada por el candidato del PRI por el 6.8% de los votos.
Según los resultados oficiales, Layda Sansores perdió la elección de 1997 frente al, sin embargo ella y un gran número de campechanos siempre han insistido que un fraude electoral la privó del triunfo. Acompañada por varios seguidores emprende acciones de resistencia civil pacífica a lo largo de todo el estado y durante ocho meses monta un campamento en la Plaza de República de la capital campechana.
Durante ese año el 11 de septiembre y el 19 de octubre de 1997, Layda Sansores y sus seguidores fueron reprimidos por el Gobierno del Estado. La Comisión Nacional de los Derechos Humanos, en el expediente CNDH/122/97/CAMP/7763, dio a conocer la recomendación 66/1998 en la que se pide dar "inicio a un procedimiento administrativo de investigación que, en su momento, pueda determinar la responsabilidad del entonces Director de Seguridad Pública de la Coordinación General de Seguridad Pública, Vialidad y Transporte del Estado de Campeche, y de los elementos del Grupo Antimotines a su mando, que intervinieron en los hechos del 19 de octubre de 1997" El movimiento de Sansores y sus simpatizantes continuó en los meses posteriores haciendo marchas y mítines.

#### Elecciones estatales de 2003
En el 2001 se unió al partido Convergencia (ahora Movimiento Ciudadano), que la postuló de nuevo a la gubernatura en las elecciones estatales de 2003, sin embargo, en esta ocasión quedó en tercer lugar, por detrás de los candidatos Juan Carlos del Río del Partido Acción Nacional (PAN) y Jorge Carlos Hurtado Valdez, del PRI, quien fue electo como Gobernador. 

#### Elecciones estatales de 2015
Se presentó por tercera ocasión como candidata a la gubernatura de Campeche, ahora por el Morena, del que es miembro fundadora desde 2014. Quedó nuevamente en tercer lugar, por detrás de Jorge Rosiñol Abreu del PAN y de Alejandro Moreno Cárdenas, del PRI, a la postre Gobernador de Campeche.

#### Elecciones estatales de 2021
Compitió por cuarta ocasión en las elecciones estatales de 2021, postulada por la coalición Juntos Hacemos Historia, integrada de los partidos Morena y PT. Obtuvo el triunfo en la elección celebrada el 6 de junio de 2021, con una victoria ajustada sobre los candidatos de Movimiento Ciudadano, Eliseo Fernández Montúfar y del PRI, Christian Mishel Castro Bello.  El 13 de junio de 2021 el Instituto Electoral del Estado de Campeche le entregó su constancia de mayoría y el 18 de agosto de 2021  fue ratificada Gobernadora Electa de Campeche por el Tribunal Electoral del Estado de Campeche. Sin embargo, el 19 de agosto de 2021, el Tribunal Electoral del Poder Judicial de la Federación (TEPJF) ordenó el recuento de los votos de la elección del gobernador de Campeche, como parte de la indagatoria ante una serie de recursos de inconformidad interpuestos por el partido Movimiento Ciudadano (MC). El 14 de septiembre, el TEPJF confirmó su triunfo electoral. Rindió protesta el 15 de septiembre de 2021 como Gobernadora de Campeche, ante el pleno del Congreso del Estado de Campeche, en sesión solemne.

### Diputada Federal (1991-1994) (2006-2009)
En las elecciones federales de 1991 fue electa Diputada Federal plurinominal para la LV Legislatura de 1991 a 1994, por el PRI.
En 2006 volvió a ser electa Diputada Federal plurinominal para la LX Legislatura, ahora por Movimiento Ciudadano. Durante esta legislatura se desempeñó como secretaria de la Comisión de Gobernación e integrante de la Comisión de Seguridad Pública.

### Senadora por Campeche (1994-2000)
Ha sido dos veces Senadora de la República; la primera en las LVI y LVII Legislaturas, electa por el principio de Mayoría Relativa en Segunda Fórmula por Campeche, entre 1994 y 2000. Durante este periodo fue presidenta de la Comisión de Estudios Legislativos (5ª Sección); secretaria de las comisiones de Asistencia Social; Equidad y Género, Estudios Legislativos (3ª Sección), Patrimonio Histórico y Cultural de la Nación, Relaciones Exteriores  y Turismo; así como integrante de las comisiones de Ciencia y Tecnología Educación, Hacienda y Crédito Público, Cultura, Equidad y Recursos No Renovables, Relaciones Exteriores y Bicameral como Mecanismo Constitutivo del Parlamento de Mujeres en México. 

### Senadora por Lista Nacional (2012-2018)
En 2012 volvió al Senado electa por el principio Representación Proporcional (Plurinominal) como cabeza de lista de Movimiento Ciudadano para las LXII y LXIII Legislaturas del Congreso de la Unión de México. Se desempeñó como secretaria de las Comisiones de Asuntos Fronterizos Sur, de Asuntos Migratorios, y de Derechos Humanos; así como integrante de las Comisiones de Medio Ambiente y Recursos Naturales, y de la Comisión para la Igualdad de género.  Desde el 31 de marzo de 2014 y hasta su solicitud de licencia como Senadora, en 2018, formó parte del Grupo Parlamentario del Partido del Trabajo (PT) en las LXII y LXIII Legislaturas del Congreso de la Unión

### Alcaldesa de Álvaro Obregón (2018-2021)
Pidió licencia para separarse del cargo de senadora de república de forma indefinida el 24 de abril de 2018 para contender por la Alcaldía Álvaro Obregón en Ciudad de México. En las elecciones del 1 de julio de 2018, Sansores fue electa alcaldesa de Álvaro Obregón al recibir el 43.90% de los votos contabilizados. Layda Sansores hasta enero de 2021 mantuvo como alcaldesa de la demarcación una aprobación del 19.4% y una desaprobación del 81.5% lo cual la convirtió en la alcaldesa peor evaluada de los 16 alcaldes de la Ciudad de México. Aunado a ello, destacaron la falta de obras públicas, como iluminación, bacheo y el control de fugas de agua.

## Controversias

### Centro de espionaje en Campeche
El 3 de marzo de 1998 se descubrió un supuesto centro clandestino de espionaje, en el centro de la ciudad de San Francisco de Campeche, con la probable intervención telefónica hecha contra Sansores San Román y varios de sus simpatizantes.
En el centro de espionaje, se encontraron cajas repletas de transcripciones telefónicas y de comunicados vía fax; fotografías, currícula y credenciales de acreditación de supuestos "agentes de inteligencia", mapas del estado y de la República Mexicana; manuales de operación del Centro de Investigación y Seguridad Nacional (CISEN); facturas de compra-venta de equipo de cómputo, pólizas de cheques de pago a los encargados del centro de inteligencia y bitácoras con los vuelos de políticos y funcionarios que visitaban el estado e incluso información sobre las actividades del Ejército Zapatista de Liberación Nacional (EZLN) y memorias escritas de alguien que monitoreaba a Layda Sansores.

### Salida del PRD (2000)
Renunció al PRD en el año 2000, dadas sus diferencias con la entonces dirigente perredista Amalia García sobre la selección de candidatos para las elecciones en Campeche. Durante el proceso electoral de ese año, Sansores promovió el voto útil a favor del entonces candidato presidencial por el PAN, Vicente Fox, a la postre electo ganador.

### Escándalo en el senado (2017-2018)
El 13 de junio de 2018, la periodista Denisse Maerker presentó en su noticiario En punto, un reportaje de Fátima Monterrosa que acusaba a Layda Sansores de hacer cargos al erario público por $700,000 pesos mexicanos en supuestos gastos no relacionados con su labor legislativa como muñecas, almohadas, electrodomésticos, dentífricos, alimentos, ropa, bolsas y tintes para el cabello en 2016 y 2017.
Entre los gastos se reportó un vestido confeccionado hecho por un diseñador con los rostros de los 43 normalistas desaparecidos de Ayotzinapa, así como una mascada de seda para hacer juego con el atuendo con un valor de $14,000 pesos mexicanos, cuyas facturas fueron supuestamente presentados para reembolso al Senado de la República. Además de ellos en la misma factura se adjuntó, un saco R15 Kinor con un valor de $9,000 pesos mexicanos y un reboso con un total de $1,650 pesos mexicanos, sin embargo, la tienda le ofreció un descuento por el 10% sobre el valor de la compra, por lo que la factura tuvo un total de $22,185 pesos mexicanos. 
Además de esta factura, también se presentaron otras, de supermercados, en las cuales se pueden observar conceptos como: desodorantes y antitranspirantes para dama, tintes para cabello color rojo, así como fertilizantes para plantas. Estos gastos ascienden a un aproximado de $60,000 pesos mexicanos.  
Dentro del cuerpo de las facturas se encuentra una por un valor por casi $7,000 pesos mexicanos cuyo concepto se puede apreciar como jamón serrano, aceite de oliva y los panecillos franceses croissant viennoiserie, conocidos en México como cuernito francés y guindillas vascas, además de jabón para lavar ropa, mostaza y pimiento morrón. 
En total las facturas ascienden a más de $700,000 pesos mexicanos. 
Ante el reportaje, Sansores solicitó derecho de réplica y le pidió a Maerker que le otorgara un espacio similar al que tomó la transmisión reportaje en su noticiario, a lo que la periodista se negó, por lo que Maerker comentó que ofrecía la posibilidad de que Layda recibiera a la reportera Fátima Monterrosa para que a través de ella aclarara lo que tuviera que aclarar y prometía dar la respuesta en cadena nacional con la mayor certeza posible con un espacio de cuatro minutos, similar al del reportaje inicial.  
En una carta dirigida a la opinión pública y en un video subido a redes sociales, Sansores explicó que los gastos realizados eran parte de su salario integrado como legisladora y su fin fue dar obsequios en la celebración de la cena de fin de año de trabajadores de limpieza del Senado, quienes reciben un salario quincenal de $1,750 pesos mexicanos y quienes, por la forma en la que fueron contratados, carecen de prestaciones laborales.

### Controversia con diputadas del PRI
En noviembre de 2022, Sansores fue sancionada por la Sala Superior del Tribunal Electoral del Poder Judicial de la Federación (TEPJF), a disculparse públicamente con diputadas del PRI, eso al haber asegurado que ellas habían llegado a sus puestos políticos al haberle enviado fotografías íntimas a Alejandro Moreno, presidente del PRI. La gobernadora acusó al tribunal de actuar de manera ilegal. En mayo de 2023, el Tribunal ordenó que la gobernadora sea inscrita en el  Registro Nacional de Personas Sancionadas en Materia de Violencia Política Contra las Mujeres en Razón de Género.

## Ganadora del Emmy
En 2011 se hizo acreedora a un Premio Emmy de Noticia y Documental como Productora Ejecutiva del documental Presunto Culpable, en la edición 32 de los premios.